# ジェフ・シェル
ジェフ・シェル（Jeff Shell）は、アメリカ合衆国のメディア幹部。FOXケーブルネットワークス社長、コムキャスト社長、ユニバーサル・フィルムド・エンターテイメント・グループ会長、NBCユニバーサルCEOを務めた。

## 来歴
ミシガン州出身。カリフォルニア大学バークレー校で経済学と応用数学の学位を取得し、ハーバード大学でMBAを取得した。大学卒業後、ソロモン・ブラザーズでキャリアをスタートさせた。
2001年からFOXケーブルネットワークスの社長を務めた後、2004年にコムキャストに入社。2013年から2019年まではユニバーサル・フィルムド・エンターテイメント・グループの会長も務めた。
2020年1月1日、スティーブ・バークの後任でNBCユニバーサルのCEOに就任した。しかし、2023年4月23日にNBCユニバーサル従業員の女性1人との不適切な関係があったとして同社CEOを辞任したことを発表した。

## 人物
妻はローラ・フェイで、2005年までロサンゼルス郡監督官ゼブ・ヤロスラフスキーの企画副官として働いていた。また、バラク・オバマの熱心な支持者でもあった。
弟はIMGカレッジ副学長のダン・シェル、妹は駐カタール米国大使を務めたダナ・シェル・スミス。